# Addin Tyldesley
Addin Tyldesley (* 21. Dezember 1878 in Tyldesley; † 9. Mai 1962 in Rothwell) war ein britischer Schwimmer und Wasserballspieler.

## Karriere
Tyldesley nahm 1908 an den Olympischen Spielen in London teil. Hier erreichte er im Wettbewerb über 100 m Freistil das Halbfinale. Später war er Teilnehmer von nationalen Wettbewerben.
Neben dem Schwimmsport spielte der Brite auch Wasserball. 18 Saisons in Folge war er dort für den Tyldesley Swimming and Water Polo Club aktiv.